# Alfas Kishoyan
Alfas Leken Kishoyan (ur. 12 października 1994) – kenijski lekkoatleta specjalizujący się w biegach sprinterskich.

## Osiągnięcia
| Rok  | Impreza                               | Miejsce        | Konkurencja                   | Pozycja              | Wynik   |
| ---- | ------------------------------------- | -------------- | ----------------------------- | -------------------- | ------- |
| 2010 | Igrzyska olimpijskie młodzieży        | Singapur       | bieg na 400 m                 | 3. miejsce           | 47,24   |
| 2010 | Igrzyska olimpijskie młodzieży        | Singapur       | sztafeta szwedzka             | 4. miejsce           | 1:53,45 |
| 2011 | Mistrzostwa Afryki juniorów           | Gaborone       | bieg na 400 m                 | 3. miejsce           | 46,71   |
| 2011 | Mistrzostwa Afryki juniorów           | Gaborone       | sztafeta 4 x 100 m            | 5. miejsce           | 43,03   |
| 2011 | Mistrzostwa Afryki juniorów           | Gaborone       | sztafeta 4 x 400 m            | 2. miejsce           | 3:10,17 |
| 2011 | Mistrzostwa świata juniorów młodszych | Lille          | bieg na 400 m                 | 2. miejsce           | 46,58   |
| 2011 | Igrzyska Wspólnoty Narodów młodzieży  | Douglas        | bieg na 400 m                 | 2. miejsce           | 48,28   |
| 2012 | Igrzyska olimpijskie                  | Londyn         | sztafeta 4 x 400 m            | —                    | DQ      |
| 2015 | IAAF World Relays                     | Nassau         | sztafeta 4 × 400 m            | eliminacje           | 3:05,92 |
| 2015 | IAAF World Relays                     | Nassau         | sztafeta 1200+400+800+1600 m  | 2. miejsce           | 9:17,20 |
| 2015 | Mistrzostwa świata                    | Pekin          | bieg na 400 m                 | eliminacje           | 46,02   |
| 2015 | Światowe wojskowe igrzyska sportowe   | Mungyeong      | bieg na 400 m                 | półfinał             | 46,98   |
| 2015 | Światowe wojskowe igrzyska sportowe   | Mungyeong      | sztafeta 4 × 100 m            | 8. miejsce           | 40,58   |
| 2016 | Igrzyska olimpijskie                  | Rio de Janeiro | bieg na 400 m                 | eliminacje           | 46,74   |
| 2017 | IAAF World Relays                     | Nassau         | sztafeta 4 × 400 m            | 1. miejsce (Grupa B) | 3:06,36 |
| 2017 | IAAF World Relays                     | Nassau         | sztafeta 4 × 400 m (mieszana) | 6. miejsce           | 3:23,79 |
| 2019 | Mistrzostwa świata                    | Doha           | bieg na 400 m                 | półfinał             | 45,55   |

## Rekordy życiowe
- Bieg na 400 metrów – 44,75 (2015)